# Jász-Nagykun-Szolnok Vármegyei Büntetés-végrehajtási Intézet
A Jász-Nagykun-Szolnok Vármegyei Büntetés-végrehajtási Intézet büntetés-végrehajtási szerv Jász-Nagykun-Szolnok vármegye székhelyén, Szolnokon. 
Költségvetési szerv, jogi személy. 
Alaptevékenysége a külön kijelölés által meghatározott körben
- az előzetes letartóztatással,
- a biztonsági és egyéb fontos okból elhelyezett elítéltek szabadságvesztésével, továbbá
- az elzárással

összefüggő büntetés-végrehajtási feladatok ellátása. 
Felügyeleti szerve a Belügyminisztérium, szakfelügyeletet ellátó szerve a Büntetés-végrehajtás Országos Parancsnoksága.

## Története
- A Királyi Törvényszék és a hozzá tartozó fogház egyemeletes épületének helyt adó Igazságügyi Palota 1895-ben épült, bár az Alapító okirata szerint csak 1902-ben létesítették.
- Jelentősebb átépítés 1929-ben, majd az 1960-as években történt. 2002-ben átfogó felújításra és férőhely bővítésre került sor.

A fogvatartottak részleges foglalkoztatása költségvetési keretek között zajlik.